# Jezioro Czarcie
Jezioro Czarcie – jezioro w woj. wielkopolskim, w powiecie złotowskim, w gminie Zakrzewo, leżące na terenie Pojezierza Południowokrajeńskiego.

## Dane morfometryczne
Powierzchnia zwierciadła wody według różnych źródeł wynosi od 1,7 ha do 1,96 ha (lustra wody)/(ogólna).
Zwierciadło wody położone jest na wysokości 112,6 m n.p.m.